# The Phoenix
The Phoenix és una revista de còmics setmanal britànica que consisteix en una antologia de còmics per a xiquets (sense distinció de sexe) en sèrie publicada des de 2012 per l'editorial David Fickling Books de l'editor David Fickling. Es caracteritza per no tindre publicitat o elements complementaris com joguets. Es ven per subscripció, sent distribuïda per Waitrose. La seua precedent és DFC, la qual fou publicada per la mateixa editorial i tancà pels efectes de la crisi econòmica.
El primer volum fou publicat el 7 de gener de 2012.
El 2014 arribà a més de 100 volums publicats.

## Sèries publicades o sent publicades
- Corpse Talk d'Adam Murphy
- The Lost Boy de Kate Brown[2]
- Tamsin and the Deep[1]
- Dangerous Adventures of Van Deogan de Lorenzo Etherington[3]